# شوتا کیکوچی
شوتا کیکوچی (ژاپنی: 菊池 将太؛ زادهٔ ۱۴ مهٔ ۱۹۹۳) یک بازیکن فوتبال اهل ژاپن است.
از باشگاه‌هایی که در آن بازی کرده‌است می‌توان به باشگاه فوتبال ایواته گرولا موریوکا اشاره کرد.